# (1926) Demiddelaer
(1926) Demiddelaer es un asteroide que forma parte del cinturón de asteroides y fue descubierto por Eugène Joseph Delporte desde el Real Observatorio de Bélgica, Uccle, el 2 de mayo de 1935.

## Designación y nombre
Demiddelaer se designó inicialmente como 1935 JA.
Posteriormente fue nombrado en honor de la familia de Mireille Demiddelaer, nieta del descubridor.

## Características orbitales
Demiddelaer está situado a una distancia media de 2,656 ua del Sol, pudiendo alejarse hasta 2,945 ua. Su inclinación orbital es 13,72° y la excentricidad 0,1089. Emplea en completar una órbita alrededor del Sol 1581 días.